# Harold Pressley
Harold Pressley (Bronx, Nueva York, 14 de julio de 1963) es unexjugador de baloncesto estadounidense que disputó 4 temporadas en la NBA, además de jugar cuatro temporadas más en la Liga ACB y una en la LNB. Con 2,00 metros de estatura, jugaba en la posición de alero. Es el padre del también jugador Bryce Pressley.

## Trayectoria deportiva

### Universidad
Tras participar en 1982, en su época de high school en el prestigioso McDonald’s All American, jugó durante cuatro temporadas con los Wildcats de la Universidad Villanova, en las que promedió 11,6 puntos y 7,5 rebotes por partido. En 1985 consiguió  junto con su equipo ganar la NCAA al batir a Georgetown en la final. Al año siguiente fue incluido en el mejor quinteto de la Big East Conference y elegido mejor defensor. Consiguió, además, el primer triple-doble de la historia de su conferencia, al anotar 19 puntos, coger 15 rebotes y poner 10 tapones ante Providence.

### Profesional
Fue elegido en la decimoséptima posición del Draft de la NBA de 1986 por Sacramento Kings, con quienes firmó un contrato por tres años y 250.000 dólares. Allí jugó durante cuatro temporadas, siendo la mejor la temporada 1988-89, en la que promedió 12,3 puntos y 6,1 rebotes, donde fue, además, el tercer jugador de la liga que más triples anotó, con 119.
Tras esas 4 temporadas, dio por cerrada su participación en la NBA, yéndose a jugar con el Montigalà Joventut de la Liga ACB, donde formó junto con Corny Thompson una de las mejores parejas extranjeras de la liga. Con ambos en el equipo, la Penya conquistó dos títulos de la Liga ACB consecutivos, estando en ambas por encima de los 17 puntos y 7 rebotes por encuentro.
En 1993 ficha por el Pau Orthez de la liga francesa, donde únicamente disputa ocho partidos antes de regresar a la ACB, al Baloncesto León, donde disputaría su última temporada como profesional.

## Estadísticas de su carrera en la NBA

### Temporada regular
| Temp.   | Edad | Equipo     | Liga | P   | TIT | MIN  | TC  | TCA  | %TC  | 3P  | 3PA | %3P  | TL  | TLA | %TL  | R.OF. | R.DEF. | REB | ASIS | ROB | TAP | PER | FP  | PTS  |
| 1986-87 | 23   | Sacramento | NBA  | 67  | 23  | 13.6 | 2.0 | 4.7  | .423 | 0.1 | 0.4 | .250 | 0.5 | 0.7 | .729 | 1.0   | 1.6    | 2.6 | 1.8  | 0.6 | 0.3 | 0.9 | 1.4 | 4.6  |
| 1987-88 | 24   | Sacramento | NBA  | 80  | 49  | 25.4 | 4.0 | 8.8  | .453 | 0.5 | 1.4 | .327 | 1.3 | 1.6 | .792 | 1.7   | 2.9    | 4.6 | 2.3  | 1.1 | 0.7 | 1.7 | 2.6 | 9.7  |
| 1988-89 | 25   | Sacramento | NBA  | 80  | 36  | 28.2 | 4.8 | 10.9 | .439 | 1.5 | 3.7 | .403 | 1.2 | 1.5 | .780 | 2.7   | 3.4    | 6.1 | 2.2  | 1.2 | 1.0 | 1.6 | 2.7 | 12.3 |
| 1989-90 | 26   | Sacramento | NBA  | 72  | 10  | 22.3 | 3.3 | 7.9  | .424 | 0.6 | 2.1 | .311 | 1.5 | 2.0 | .780 | 1.3   | 3.0    | 4.3 | 2.1  | 0.8 | 0.5 | 1.2 | 2.1 | 8.8  |
| Total   |      |            | NBA  | 299 | 118 | 22.7 | 3.6 | 8.2  | .437 | 0.7 | 1.9 | .358 | 1.2 | 1.5 | .778 | 1.7   | 2.7    | 4.5 | 2.1  | 0.9 | 0.6 | 1.4 | 2.2 | 9.0  |

## Vida posterior
Tras retirarse, en 2007 fue nombrado Director de desarrollo de Jugadores de los Sacramento Kings. Además, es propietario de un concesionario de automóviles.